# Nordkorea i olympiska sommarspelen 1992
Nordkorea deltog i de olympiska sommarspelen 1992 med en trupp bestående av 64 deltagare, och totalt blev det nio medaljer.

## Boxning
Lätt flugvikt
- Song Chol
  - Första omgången – Besegrade Anicet Rasoanaivo (MAD), KO-2
  - Andra omgången – Förlorade mot Daniel Petrov (BUL), RSC-3

## Bågskytte
Damernas individuella
- Kim Jong Hwa — Sextondelsfinal, 19:e plats (0-1)
- Li Myong Gum — Sextondelsfinal, 29:e plats (0-1)
- Sin Song Hui — Rankningsrunda, 52:e plats (0-0)

Damernas lagtävling
- Kim, Li och Sin — Kvartsfinal, 7:e plats (1-1)

## Cykling
Damernas linjelopp
- Pak Chun-Wa
  - Final — 2:38:38 (→ 53:e plats)

- Kim Gyonghui
  - Final — 2:39:43 (→ 54:e plats)

- Choi In-Ae
  - Final — fullföljde inte (→ ingen placering)

## Friidrott
Herrarnas maraton
- Okhyon Ryu — 2:40,51 (→ 80:e plats)

Damernas maraton
- Mun Gyong-Ae — 2:37,03 (→ 6:e plats)

Damernas längdhopp
- Li Yong-Ae
  - Heat — 6,17 m (→ gick inte vidare)

## Simhopp
Damernas 3 m
- Kim Myong-Son
  - Kval — 232.65 poäng (→ gick inte vidare, 28:e plats)

- Kim Hye-Ok
  - Kval — 206.64 poäng (→ gick inte vidare, 29:e plats)

Damernas 10 m
- Kim Chun-Ok
  - Kval — 282.36 poäng (→ 18:e plats)

- Ryu Un-Sil
  - Kval — 282.36 poäng (→ 23:e plats)